# Cukrownia Kruszwica
Cukrownia „Kruszwica” – cukrownia w Kruszwicy wchodząca w skład  Krajowej Grupy Spożywczej S.A.. Założona w grudniu 1880, jest w stanie produkować do 1000 ton cukru dziennie. W 2010 przerobiono 795 tys. ton buraków i wyprodukowano 119 tys. ton cukru. Działa tu zakładowa straż pożarna.
Od kilku lat zakład jest modernizowany. Wśród inwestycji znalazły się m.in. drugi ekstraktor, krajalnice Putscha, kotły defekcyjny i saturacyjny, wirówki BMA, silos na cukier o pojemności 60 000 ton.

## Historia
11 grudnia 1879 Towarzystwo Akcyjne w Kruszwicy skupiające okolicznych właścicieli ziemskich, kupców oraz gospodarzy rolnych o kapitale zakładowym 2.484.000 marek, w akcjach imiennych po 500 marek podjęło decyzję o budowie cukrowni w Kruszwicy. W ciągu dwóch lat powstały budynki zakładu. Wyposażono je w urządzenia, wybudowano kolejkę wąskotorową do transportu surowca oraz kanały. W pierwszych latach działalności zakład zatrudniał na stałe 400 osób, a w sezonie 800. Ze względu na brak urządzeń do rafinacji produkowano cukier żółty.
W 1906 r. w cukrowni wybuchł pożar. Jeszcze tego samego roku wznowiono produkcję, jednocześnie zwiększając moce przerobowe z 15 000 do 20 000 kwintali na dobę. W 1920 r. zakład przeszedł modernizację. Zaczęto produkować cukier biały.
W 1929 r. po kolejnych modernizacjach cukrownia stała się jednym z najnowocześniejszych zakładów tego typu w Polsce.
W 1938 r. w skład Rady Nadzorczej Spółki wchodzili: Stanisław Turno (prezes), dr Leopold Levy, dr Bogdan Amrogowicz, Stefan Twardowski, Jerzy Turno, Hans v. Gierke. Zarząd tworzyli Czesław Krzymuski i dr Edward Trzciński. Kapitał zakładowy wynosił 4,5 mln zł, podzielonych na 4,5 tys. akcji na okaziciela o nominale 1000 zł każda. W zależności od sezonu zatrudniano od 213 do 1221 robotników, personel techniczny i urzędniczy liczył 53 osoby. Obszar cukrowni zajmował ok. 36 ha, długość bocznicy normalnotorowej – 3,088 km, długość systemu kolejek wąskotorowych – 160 km. Produkowano kryształ biały, cukier surowy, melasę i wysłodki suszone. W sezonie 1936/1937 produkcja osiągnęła 108 784 q, a obszar plantacji – 3070 ha.
9 września 1939 zakład przejęli Niemcy. Dr Edward Trzciński i dr Leopold Levy (żydowski przemysłowiec z Inowrocławia) zostają zamordowani przez Niemców. W latach 1939–1945 zmarło kilku pracowników zakładu, m.in. Rajmund Głażewski, poległ jako żołnierz we wrześniu 1939, a Wincenty Kwiatkowski zginął w obozie koncentracyjnym w Mauthausen. Tym dwóm ostatnim została poświęcona tablica pamiątkową na terenie cukrowni.
21 stycznia 1945 Kruszwica została wyzwolona. Cukrownia została upaństwowiona. W 1950 roku zakład wszedł w skład Zjednoczenia Cukrowni Pomorskich. W 1975 r. cukrownia weszła w skład Przedsiębiorstwa „Cukrownie Bydgoskie”.

## Kolej wąskotorowa

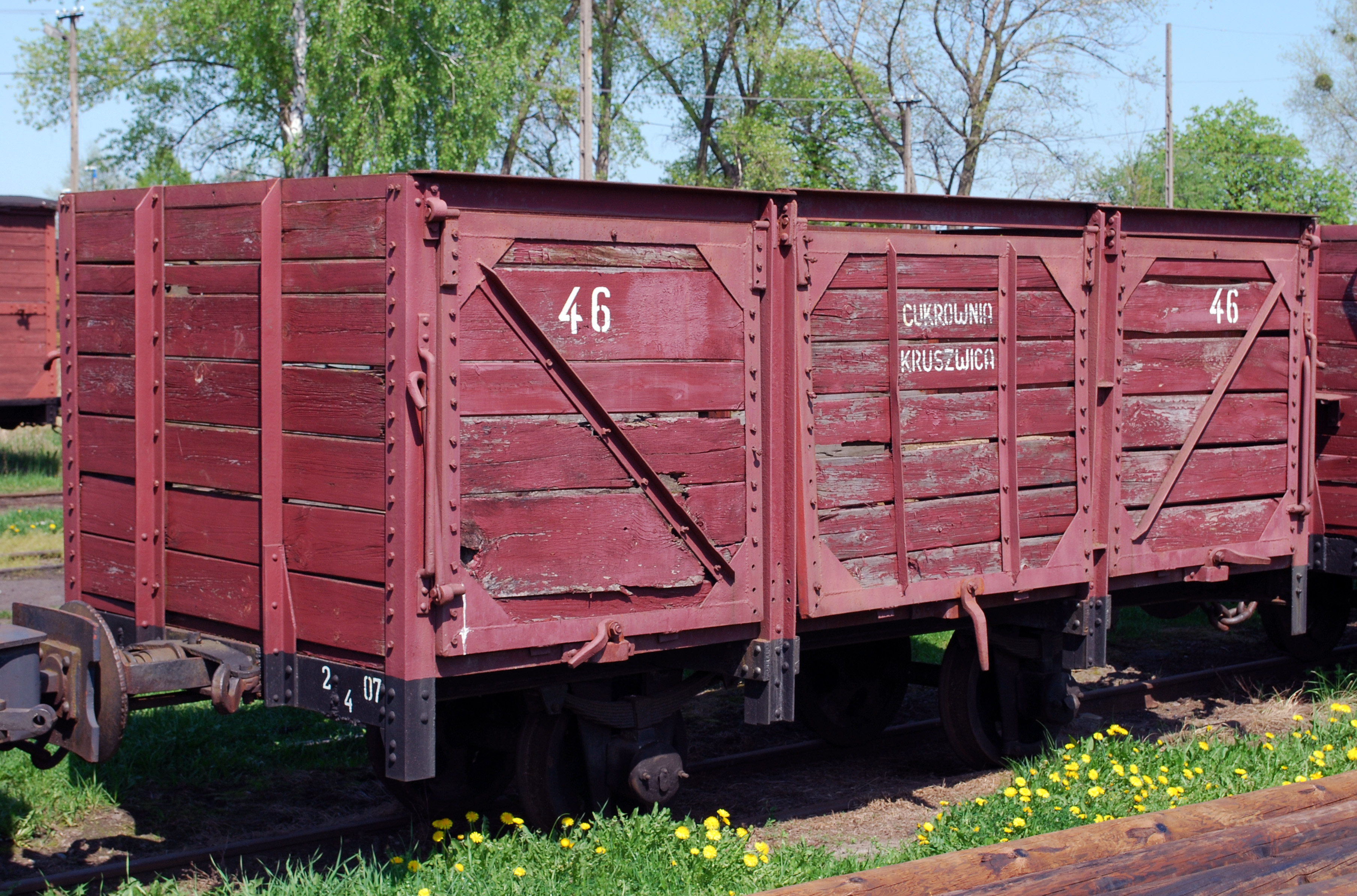
Wagon do przewozu buraków cukrowych

W latach 1881–2003 cukrownia miała znaczną liczbę taboru wąskotorowego i ok. 150 km torów. Transportowano nimi buraki do cukrowni. W muzeum w Rogowie, w Fundacji Polskich Kolei Wąskotorowych, znajduje się pewna liczba wagonów pozostałych po tym okresie. Pozostały tabor został pocięty na złom.
Lokomotywa Lyd2, jeżdżąca do 2003 roku na terenie cukrowni, obecnie wozi turystów na czeskiej linii kolejowej nr 298.